# ميكولاج يانوش
ميكولاج يانوش (بالبولندية: Mikołaj Janusz)‏ هو موسيقي بولندي، ولد في 20 يوليو 1982 في وارسو في بولندا.